# 环氧氯乙烷
环氧氯乙烷是一种有机化合物，化学式为ClC2H3O，它是氯乙烯的环氧化物。它可由氯乙烯和过氧化叔丁醇在催化下反应制得。它和二氧化碳在四丁基溴化铵和一种铟配合物的催化下发生环加成反应，生成氯乙烯碳酸酯。